# Horst Afflerbach

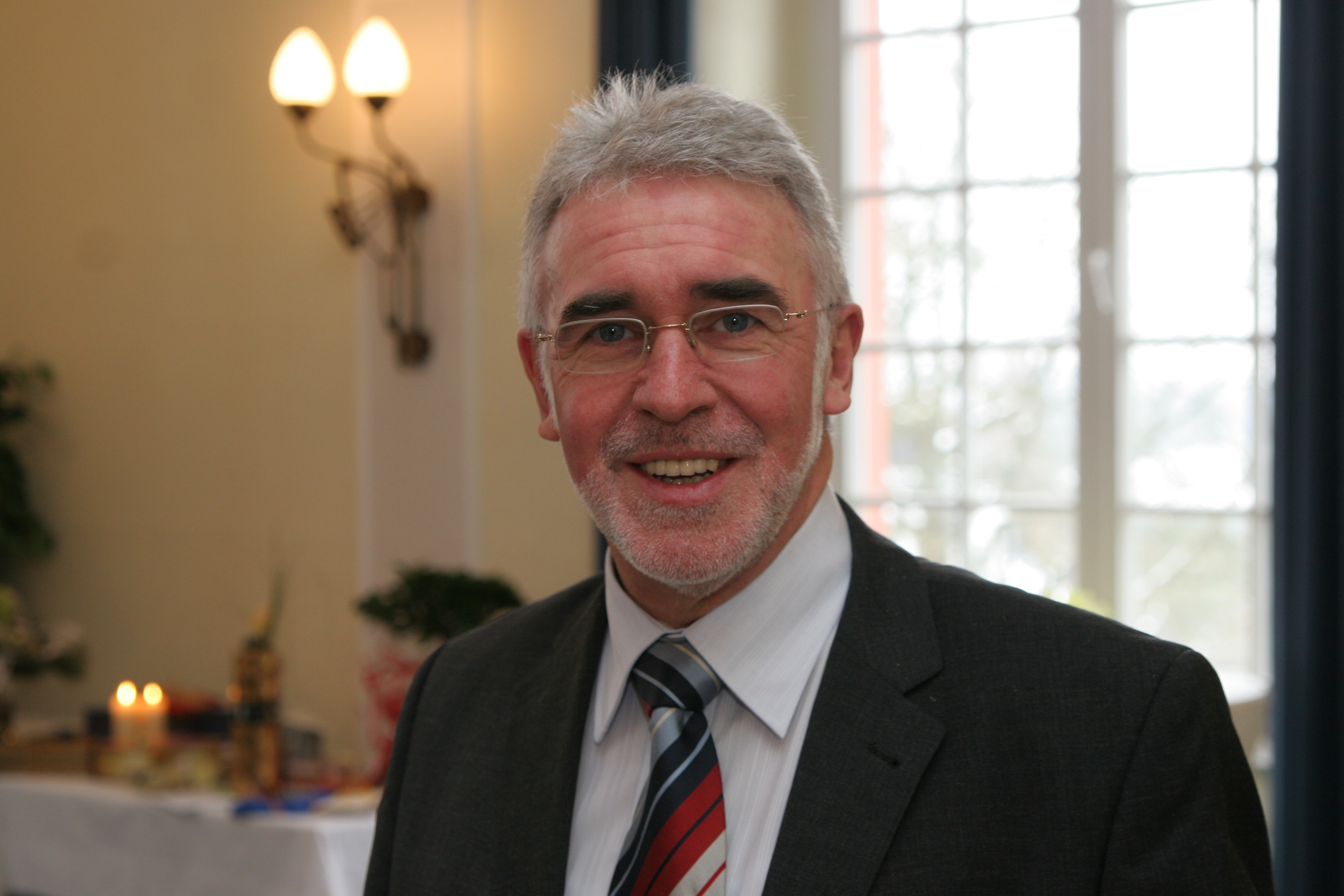
Horst Afflerbach

Horst Afflerbach (* 6. Februar 1953 in Siegen) ist ein evangelischer Theologe, Autor und ehemaliger Leiter der Biblisch-Theologischen Akademie Wiedenest (ehemals „Bibelschule Wiedenest“).

## Leben
Afflerbach studierte von 1973 bis 1978 evangelische Theologie an der Staatsunabhängigen Theologischen Hochschule Basel. Von 1978 bis 1979 absolvierte er ein Zusatzstudium am Theologischen Seminar des Bundes Evangelisch-Freikirchlicher Gemeinden in Deutschland (BEFG) in Hamburg sowie ein Gaststudium an der Theologischen Fakultät der Universität Hamburg. 1979 wurde Afflerbach zum Pastor im BEFG ordiniert und war danach von 1979 bis 1985 in dieser Funktion in der EFG in Bünde (Westfalen) tätig. Von 1985 bis 1993 war er Dozent für Systematische Theologie und Gemeindepraxis an der Bibelschule Wiedenest. Von 1993 bis 1998 war er Pastor einer Gemeinde (EFG) in Gummersbach-Derschlag im Oberbergischen Kreis, blieb in dieser Zeit aber weiterhin Gastdozent in Wiedenest. Ab 1998 lehrte Afflerbach wieder als Dozent für Systematische Theologie und Gemeindepraxis an der Bibelschule Wiedenest. Im Jahr 2005 wurde er zum Thema Die heilsgeschichtliche Theologie Erich Sauers im Kontext missionarischer Verantwortung an der University of South Africa zum Doctor of Theology (DTh) promoviert. Mit Beginn des Schuljahres 2010/11 übernahm er die Leitung der Biblisch-Theologischen Akademie Wiedenest, die er bis zu seinem Eintritt in den Ruhestand 2018 innehatte.

## Ehrenämter
- Von 1994 bis 1998 war Afflerbach Mitglied der Bundesleitung des Bundes Evangelisch-Freikirchlicher Gemeinden in Deutschland.[5][2] Er ist Schöffe am Landgericht Köln.[6]
- Seit 2006 gehört er dem wissenschaftlichen Beirat des Instituts für Ethik und Werte in Gießen an.[7][2]
- Von 2006 bis 2018 war er Mitglied der Deutschen Gesellschaft für Missionswissenschaft und von 2001 bis 2018 des Arbeitskreises für evangelikale Theologie (AfeT).
- Von 2006 bis 2022 war er Mitglied im Hauptvorstand der Deutschen Evangelischen Allianz.[8][2] Bis 2018 war er dort Mitglied im Arbeitskreis Christ und Politik.[5][2]
- Bis im Jahr 2024 war Afflerbach Leiter der Tafelarbeit in Bergneustadt, die 2009 von Walter Vöbel und einem ökumenischen Arbeitskreis von sechs Personen aus Bergneustädter Kirchen und Freikirchen gegründet wurde. Dafür erhielt er die Graf-Eberhard-Medaille.[9]

## Veröffentlichungen (Auswahl)
- Die sanfte Umdeutung des Evangeliums. Eine biblische Analyse des Neuen Bewußtseins, R. Brockhaus Verlag, Wuppertal 1987, ²1988, ISBN 978-3-417-12399-9.
- Handbuch christliche Ethik, R. Brockhaus Verlag, Wuppertal 2002, ISBN 978-3-417-29091-2.
- (Hrsg.:) Die andere Seite Gottes. Der Glaube an Gott in den Krisen des Lebens, jota publikationen, Hammerbrücke 2004, ²2009, ISBN 978-3-935707-25-1.
- Die heilsgeschichtliche Theologie Erich Sauers, R. Brockhaus Verlag, Wuppertal 2006, ISBN 978-3-417-29498-9 (Doktorarbeit Universität von Südafrika 2004, online: als pdf).
- mit Volker Kessler und Ralf Kaemper: Lust auf gutes Leben. 15 Tugenden neu entdeckt, Brunnen Verlag, Gießen/Basel 2014, ISBN 978-3-7655-2028-0.